# Modalisme
Le modalisme (ou sabellianisme) est un vocable moderne qui désigne, dans le cadre du christianisme primitif, une forme — peut-être la plus avancée — d'unitarisme monarchien, enseigné par Sabellius, un personnage originaire de Libye, installé à Rome au début du IIIe siècle.
Selon le modalisme, le Père, le Fils et le Saint-Esprit sont différents « modes » ou aspects de l'Être divin, plutôt que trois « hypostases » ou personnes distinctes. Ainsi, pour le modalisme, les Trois (c'est-à-dire le Père, le Fils et l'Esprit Saint) ne sont pas en soi (dans l'essence divine) mais pour nous (pour l'intelligence des créatures humaines). Le modalisme a été considéré par les conciles comme une hérésie au même titre que son inverse qui est le trithéisme.

## Moments importants
Cette théorie est enseignée par Sabellius à Rome au début du IIIe siècle. Hippolyte de Rome a connu Sabellius personnellement et mentionne son nom et sa doctrine dans son « Philosophoumena (en) ». Il connaissait bien la théologie trinitaire de Sabellius, mais c’est le patripassianisme de Noët qu’il nomme modalisme[pas clair], et non le courant de pensée de Sabellius.
La pensée de Sabellius se répand essentiellement en Cyrénaïque, ce qui conduit Démétrios, patriarche d’Alexandrie, à écrire des lettres pour la réfuter. Elle a été refusée lors d'un concile à Rome en 262.
C’est cependant Tertullien qui est le principal opposant au modalisme, qu’il appelle patripassianisme, d’après les mots latins patris (père) et passus (pour souffrance), car le modalisme implique que le Père a souffert sur la Croix.

## Les troisPersonnesouModes
Le modalisme reste mal connu : les seules sources sur cette croyance sont écrites par ses adversaires.
Au lieu d'utiliser le terme de personne pour parler du Père, du Fils et du Saint-Esprit, dans l'unique essence divine de la Trinité, le modalisme entend les restreindre à trois modes de l'être unique de l'unique Dieu. Dieu le Père est alors l’unique personnalité de la divinité. Selon cette doctrine, les termes Père et Saint-Esprit désignent le Dieu unique, incarné dans Jésus.
La théologie orthodoxe insiste davantage sur les personnes (prosopon) et leurs relations entre elles, qui les constituent. On peut consulter à ce propos le fameux symbole d'Athanase.

## Représentants de cette doctrine
Au IVe siècle, les tenants de l’orthodoxie nicéenne (comme Eustathe d'Antioche ou Marcel d'Ancyre) sont accusés de sabellianisme par leurs adversaires ariens.
Le modalisme a une descendance dans certains courants protestants mais est rejeté par les églises des 7 conciles qui le considèrent comme hérétique. 
Récemment, à la fin du XXe siècle certaines tentatives d’aggiornamento de la théologie classique ont été rapprochées du modalisme par des commentateurs. Le terme de personne ne semblant plus correspondre suffisamment dans la culture contemporaine aux exigences de la théologie, on a proposé de parler de modalités pour les Personnes divines. [réf. nécessaire]